# Gynoplistia (Cerozodia) plumosa
Gynoplistia (Cerozodia) plumosa is een tweevleugelige uit de familie steltmuggen (Limoniidae). De soort komt voor in het Australaziatisch gebied.